# Bernardin Gantin
Bernardin Gantin (Toffo, 8 mei 1922 – Parijs, 13 mei 2008) was een Benins geestelijke en kardinaal van de Rooms-Katholieke Kerk.
Gantin volgde zijn opleiding aan het seminarie van Benin. Hij werd in 1951 tot priester gewijd. Vanaf 1953 studeerde hij in Rome, onder andere aan de Pauselijke Lateraanse Universiteit. Hij behaalde graden in zowel de theologie als in het canoniek recht. In 1957 benoemde paus Pius XII hem tot titulair bisschop van Tipasa en tot bisschop-coadjutor van Cotonou. In 1960 benoemde paus Johannes XXIII hem tot aartsbisschop van Cotonou. In die hoedanigheid nam hij deel aan het Tweede Vaticaans Concilie.
In 1971 haalde paus Paulus VI Gantin naar de Romeinse Curie. Hij werkte achtereenvolgens voor de Congregatie voor de Evangelisatie van de Volkeren en de Pauselijke Raad voor Gerechtigheid en Vrede. Tijdens zijn korte pontificaat benoemde paus Johannes Paulus I Gantin tot voorzitter van de Pauselijke Raad "Cor Unum". Het was de enige curiebenoeming van deze paus.
Tijdens het consistorie van 27 juni 1977 had paus Paulus VI Gantin al tot kardinaal-diaken gecreëerd (met de Sacro Cuore di Cristo Re als titelkerk). Op 8 april 1984 benoemde paus Johannes Paulus II hem tot prefect van de Congregatie voor de Bisschoppen. In 1986 volgde zijn benoeming tot kardinaal-bisschop van het suburbicair bisdom Palestrina. In 1988 was hij de auteur van een schrijven aan de Priesterbroederschap Sint Pius X, waarin deze van schismatische activiteiten werd beticht.
Op 5 juli 1993 werd Gantin door zijn collegae kardinaal-bisschoppen gekozen tot deken van het College van Kardinalen. Daarmee werd hij ambtshalve ook kardinaal-bisschop van Ostia. Gantin werd sindsdien gezien als papabile.
In 2002 vroeg Gantin ontslag uit al zijn functies vanwege zijn hoge leeftijd. Hij nam op grond van zijn leeftijd niet deel aan het Conclaaf van 2005. Gantin overleed op 13 mei 2008 op 86-jarige leeftijd in Parijs. De regering van Benin kondigde drie dagen van nationale rouw af.
Gantin was de laatste overlevende kardinaal die benoemd was in het consistorie van 1977 (Joseph Ratzinger had het college van kardinalen al in 2005 verlaten vanwege zijn verkiezing tot paus).
- Bibliothèque nationale de France: cb14487456g (data)
- Gemeinsame Normdatei: 1025979745
- International Standard Name Identifier: 0000 0001 0923 0767
- Library of Congress Control Number: no2001044793
- Nationale Bibliotheek van Tsjechië: xx0069386
- Nationale Bibliotheek van Polen: a0000001781379
- Nederlandse Thesaurus van Auteursnamen: 268579857
- Système universitaire de documentation: 067319602
- Virtual International Authority File: 89091441
- WorldCat: E39PBJp9ygckyPP4kdv69Xth73